# 高木の存在定理
類体論の高木の存在定理（たかぎのそんざいていり、Takagi existence theorem）とは、代数体 K の一般化されたイデアル類群に対してそれに対応する K の有限次アーベル拡大が存在するという定理である。高木貞治によって証明された一種の存在定理である。

## 定式化
モジュラスとは（または射因子(ray divisor)とも言う）、正の整数の指数をもつ K の付値（また、素点(place)、素因子(prime)とも言う）の形式的有限積のことを言う。モジュラスの中に現れるアルキメデス的な付値（無限素点ともいう）は、完備化が複素数ではなく実数になるもののみを含む。そのような無限素点は K の順序と対応し、モジュラスにおいては必ず指数 1 である。
モジュラス 𝔪 は、非アルキメデス的（有限）付値部分 𝔪f とアルキメデス的（無限）付値部分 𝔪∞ の積である。有限部分 𝔪f は K の整数環 𝒪K のゼロでないイデアルと対応し、無限部分 𝔪∞ は K の実埋め込みいくつかの集合に対応する。モジュラス 𝔪 にたいして次の二つの群 I𝔪 および P𝔪 を次のように定める。I𝔪 は 𝔪 と互いに素な全ての分数イデアルの群である（𝔪f に現れる全ての素イデアルを含まないという条件で、ここには無限部分に対する条件は課さない）。P𝔪 は I𝔪 のうちで主分数イデアル (u/v) であって次の条件をみたすもののなす部分群である。ここで u と v、𝔪∞ の各々の整環の中で 𝔪f と互いに素であり、u ≡ v mod 𝔪f であり、𝔪∞ に属する全ての順序に対し u/v > 0 であるような 𝒪K のゼロでない元である。
（P𝔪 の定義としてはある生成元があたえられた条件をみたせばよい、ということに注意する。例えば、K を有理数体として 𝔪 = (4) とする。イデアル (3) は 3/1 を生成元としてとるとこれは 3 と 1 は mod 4 で等しくないので条件はみたさないが、-3/1 をその生成元としてとれば -3 と 1  mod 4 で等しく、これは条件をみたす。したがってイデアル (3) は P4 に属する。一方で -3/1<0 であるため、(3) は P4∞ には属さない。）
I𝔪 と P𝔪 の間にある任意の群 H を 𝔪 を法とする合同群と呼び、商 I𝔪/H を一般化されたイデアル類群と呼ぶ。
L/K
を有限次拡大とする。I𝔪
の部分群
N𝔪(L/K)
を
L
の分数イデアルのノルムになっているような元全体として定める。これは
𝔭f（𝔭 は K の素イデアルで
𝔪
と互いに素なもの、f は体拡大
L/K
におけるこれの上にある素イデアルの剰余次数）で生成される
I𝔪
の部分群である。H𝔪(L/K) = P𝔪・N𝔪(L/K)
と置く。これは 𝔪 を法とする合同群で、拡大 L/K に対する合同群と呼ばれる。
高木の存在定理とは、K の任意の合同群 H に対して H = H𝔪(L/K)  となるようなアーベル拡大 L が存在するという定理である。アルティン相互法則を使って、これを「一般化されたイデアル類群 I𝔪/H とガロア群がアルティン写像によって同型となるような K のアーベル拡大が存在する」と言い表すこともできる。

## 正確な対応
類体論の主結果は、一般化されたイデアル類群とアーベル拡大は一対一に対応する、と要約できる。この主張は存在定理を含み、さらに基本定理などの類体論のその他の定理も含む主張である。
厳密には、上で述べた K の有限アーベル拡大と一般化されたイデアル類群との間の対応は 1 対 1 の対応ではない。実際、異なるモジュライから定義された一般化されたイデアル類群が、同じアーベル拡大を作ることがありうる。たとえば K を有理数体としよう。アーベル拡大体 L がある円分体にふくまれるとき、その円分体をふくむ無限に多くの円分体にも同時にふくまれる。その円分体の各々に対して、適切に一般化されたイデアル類群をとることにより、もとの L に対応するガロア群の部分群を得ることができる。このことをふまえて適切に一般化されたイデアル類群たちの間に同値関係を定める必要がある。
類体論のイデール的な定式化の中で、アーベル拡大と適切なイデール群の間の 1 対 1 の対応が得られる。そこではイデール論的なことばで一般化された同値イデアル類群とイデールの同一の群が対応する。

## 類体論の初期の仕事
存在定理の特別な場合は、𝔪 = (1) で H = P(1) の場合である。この場合には、一般化されたイデアル類群は K のイデアル類群であり、L が K の全ての素因子で不分岐であるような K のイデアル類群に同型なガロア群を持つアーベル拡大 L/K が一意に存在することを存在定理は言っている。この体の拡大をヒルベルト類体という。ヒルベルト類体の存在はダフィット・ヒルベルトにより予想され、その特別な場合の存在は高木の一般的な存在定理に先立ち、1907年フィリップ・フルトヴェングラーにより証明されていた。
ヒルベルト類体のさらに特別な性質は、もともとの代数体 K のイデアルはヒルベルト類体へ引き戻すと主イデアルとなるというものである。この主イデアル化が起きることの証明は、エミール・アルティンとフルトヴェングラーが行った。

## 歴史
存在定理は高木貞治の論文 Takagi (1915) で証明された。その後、高木は「アーベル拡大すなわち類体」という類体論の基本定理に到達し、結果を Takagi (1920) にまとめた。これらの研究は第一次世界大戦の最中になされ、1920年の国際数学者会議で発表された。1920年代の類体論の古典的理論の発展に主導的な役割を果たした。1925年頃、ヒルベルトから高木に類体論の論文をMathematische Annalen（マテマティシュ・アナーレン、数学年鑑とも訳される）に掲載したいという申し出があったが、結局掲載はされなかった 。